# Atletismo nos Jogos Sul-Americanos de 2010
As competições de atletismo nos Jogos Sul-Americanos de 2010 ocorreram entre 20 e 23 de março no Estádio de Atletismo Alfonso Galvis Duque, em Medellín. Quarenta e quatro eventos foram disputados.

## Calendário
| Março     | 17 | 18 | 19 | 20 | 21 | 22 | 23 | 24 | 25 | 26 | 27 | 28 | 29 | 30 | T  |
| --------- | -- | -- | -- | -- | -- | -- | -- | -- | -- | -- | -- | -- | -- | -- | -- |
| Atletismo |    |    |    | 12 | 12 | 10 | 10 |    |    |    |    |    |    |    | 44 |

## Medalhistas
Masculino
| Evento                | Ouro                                                                     | Prata                                                                  | Bronze                                                                           |
| 100 metros            | Isidro Montoya Valencia COL Colômbia                                     | Álvaro Gómez COL Colômbia                                              | Diego Rivas VEN Venezuela                                                        |
| 200 metros            | Arturo Ramírez VEN Venezuela                                             | Luis Carlos Núñez COL Colômbia                                         | Rubens Quirino BRA Brasil                                                        |
| 400 metros            | Omar Longart VEN Venezuela                                               | Hederson Estefani BRA Brasil                                           | Hélder Alves BRA Brasil                                                          |
| 800 metros            | Rafith Rodríguez COL Colômbia                                            | Lutimar Paes BRA Brasil                                                | Diomar Souza BRA Brasil                                                          |
| 1500 metros           | Iván López CHI Chile                                                     | Marvin Blanco VEN Venezuela                                            | Mauricio González COL Colômbia                                                   |
| 5000 metros           | Mauricio González COL Colômbia                                           | Javier Peña COL Colômbia                                               | Víctor Aravena CHI Chile                                                         |
| 10000 metros          | Javier Peña COL Colômbia                                                 | Daniel Silva BRA Brasil                                                | Gilberto Lopes BRA Brasil                                                        |
| 110 m com barreiras   | Jorge Mc Farlane PER Peru                                                | Jolver Lozano COL Colômbia                                             | Javier Mc Farlane PER Peru                                                       |
| 400 m com barreiras   | Juan Pablo Maturana COL Colômbia                                         | Geormi Jaramillo VEN Venezuela                                         | Brayan Ambuila COL Colômbia                                                      |
| 3000 m com obstáculos | Marvin Blanco VEN Venezuela                                              | Luis Orta Millán VEN Venezuela                                         | Mauricio Valdivia CHI Chile                                                      |
| 20 km marcha atlética | Mauricio Arteaga ECU Equador                                             | Omar Sierra COL Colômbia                                               | Caio Bonfim BRA Brasil                                                           |
| 4x100 metros          | Isidro Montoya Luis Carlos Núñez Álvaro Gómez Diego Gallego COL Colômbia | Omar Longart Arturo Ramírez Álvaro Cassiani Diego Rivas VEN Venezuela  | Gustavo Santos Rubens Quirino Hélder Alves Jonathan Silva BRA Brasil             |
| 4x400 metros          | Rubén Headly Geormi Jaramillo Arturo Ramírez Omar Longart VEN Venezuela  | José Oliveira Hederson Estefani Henrique Souza Hélder Alves BRA Brasil | Juan Pablo Maturana Brayan Ambuila Javier Palacios Rafith Rodríguez COL Colômbia |
| Salto em altura       | Diego Ferrín ECU Equador                                                 | Carlos Izquierdo COL Colômbia                                          | Simón Villa COL Colômbia                                                         |
| Salto com vara        | Augusto Oliveira BRA Brasil                                              | Cléber Silva BRA Brasil                                                | Rubén Benítez ARG Argentina                                                      |
| Salto em distância    | Jorge Mc Farlane PER Peru                                                | Javier Mc Farlane PER Peru                                             | Lourival Almeida BRA Brasil                                                      |
| Salto triplo          | Robin Mosquera COL Colômbia                                              | Jean Rosa BRA Brasil                                                   | José Sornoza ECU Equador                                                         |
| Arremesso de peso     | Edder Moreno COL Colômbia                                                | Nicolás Martina ARG Argentina                                          | Michael Putman PER Peru                                                          |
| Arremesso de disco    | Andrés Rossini ARG Argentina                                             | Michael Putman PER Peru                                                | Nicolás Martina ARG Argentina                                                    |
| Lançamento de dardo   | Víctor Fatecha PAR Paraguai                                              | Lucas Silva BRA Brasil                                                 | Tomás Guerra CHI Chile                                                           |
| Arremesso de martelo  | Allan Woski BRA Brasil                                                   | Prinston Quailey VEN Venezuela                                         | Guillermo Braulio ECU Equador                                                    |
| Decatlo               | Diego Pereira de Araujo BRA Brasil                                       | Pedro Lima BRA Brasil                                                  | Damián Benedetich ARG Argentina                                                  |

Feminino
| Evento                | Ouro                                                                              | Prata                                                                               | Bronze                                                                                   |
| 100 metros            | Ana Cláudia Silva BRA Brasil                                                      | Yomara Hinestroza COL Colômbia                                                      | Nelcy Caicedo COL Colômbia                                                               |
| 200 metros            | Ericka Chávez ECU Equador                                                         | Vanda Gomes BRA Brasil                                                              | Bárbara Leôncio BRA Brasil                                                               |
| 400 metros            | Bárbara Oliveira BRA Brasil                                                       | Yenifer Padilla COL Colômbia                                                        | Yanet Largacha COL Colômbia                                                              |
| 800 metros            | Jéssica Santos BRA Brasil                                                         | Geisiane Lima BRA Brasil                                                            | Evangelina Thomas ARG Argentina                                                          |
| 1500 metros           | Evangelina Thomas ARG Argentina                                                   | Rocío Huillca PER Peru                                                              | Jenifer Silva BRA Brasil                                                                 |
| 5000 metros           | Tatiele Carvalho BRA Brasil                                                       | Karina Villazana PER Peru                                                           | Aura Rojas COL Colômbia                                                                  |
| 10000 metros          | Karina Villazana PER Peru                                                         | Yony Ninahuaman PER Peru                                                            | Aura Rojas COL Colômbia                                                                  |
| 100 m com barreiras   | Agustina Zerboni ARG Argentina                                                    | Anita Souza BRA Brasil                                                              | Giuliana Franciosi PER Peru                                                              |
| 400 m com barreiras   | Magdalena Mendoza VEN Venezuela                                                   | Deborah Rodríguez URU Uruguai                                                       | Elaine Paixão BRA Brasil                                                                 |
| 3000 m com obstáculos | Rocío Huillca PER Peru                                                            | Jovana de la Cruz PER Peru                                                          | Florencia Borelli ARG Argentina                                                          |
| 20 km marcha atlética | Ingrid Hernández COL Colômbia                                                     | Anabelli Orjuela COL Colômbia                                                       | Paola Pérez ECU Equador                                                                  |
| 4x100 metros          | Vanusa Santos Vanda Gomes Ana Cláudia Silva Franciela Krasucki BRA Brasil         | Nelcy Caicedo Yenifer Padilla Maria Alejandra Idrobo Yomara Hinestroza COL Colômbia | María Ayelen Diogo Florencia Lamboglia Constanza Eckhardt Agustina Zerboni ARG Argentina |
| 4x400 metros          | Yanet Largacha Maria Alejandra Idrobo Marcela Cuesta Yenifer Padilla COL Colômbia | Bárbara Leôncio Eliane Paixão Ana Cláudia Silva Bárbara Oliveira BRA Brasil         | Lindy Cavero Alison Sánchez Marysabel Romero Leslie Arnez BOL Bolívia                    |
| Salto em altura       | Valdiléia Martins BRA Brasil                                                      | Laís Silva BRA Brasil                                                               | Sara Muñoz COL Colômbia                                                                  |
| Salto com vara        | Sara Pereira BRA Brasil                                                           | Raissa Schubert BRA Brasil                                                          | Diana Leyton COL Colômbia                                                                |
| Salto em distância    | Ana Esperança BRA Brasil                                                          | Munich Tovar VEN Venezuela                                                          | Melissa Valencia COL Colômbia                                                            |
| Salto triplo          | Munich Tovar VEN Venezuela                                                        | Bianca Santos BRA Brasil                                                            | Feber Hernández VEN Venezuela                                                            |
| Arremesso de peso     | Natalia Duco Soler CHI Chile                                                      | Angela Rivas COL Colômbia                                                           | Luz Montaño COL Colômbia                                                                 |
| Arremesso de disco    | Fernanda Borges BRA Brasil                                                        | Andressa Morais BRA Brasil                                                          | Luz Montaño COL Colômbia                                                                 |
| Lançamento de dardo   | María Murillo COL Colômbia                                                        | Olga Subeldia PAR Paraguai                                                          | Rafaela Gonçalves BRA Brasil                                                             |
| Arremesso de martelo  | Andressa Morais BRA Brasil                                                        | Carla Michel BRA Brasil                                                             | Dukina Freytters VEN Venezuela                                                           |
| Heptatlo              | Agustina Zerboni ARG Argentina                                                    | Cynthia Alves BRA Brasil                                                            | Anna Camila Pirelli PAR Paraguai                                                         |

## Quadro de medalhas
| Ordem | País      | Medalha de ouro | Medalha de prata | Medalha de bronze | Total |
| ----- | --------- | --------------- | ---------------- | ----------------- | ----- |
| 1     | Brasil    | 13              | 18               | 11                | 42    |
| 2     | Colômbia  | 11              | 11               | 13                | 35    |
| 3     | Venezuela | 6               | 6                | 3                 | 15    |
| 4     | Peru      | 4               | 6                | 3                 | 13    |
| 5     | Argentina | 4               | 1                | 6                 | 11    |
| 6     | Equador   | 3               |                  | 3                 | 6     |
| 7     | Chile     | 2               |                  | 3                 | 5     |
| 8     | Paraguai  | 1               | 1                | 1                 | 3     |
| 9     | Uruguai   |                 | 1                |                   | 1     |
| 10    | Bolívia   |                 |                  | 1                 | 1     |
| TOTAL | TOTAL     | 44              | 44               | 44                | 132   |